# Свети Сава (антологијска едиција)
Свети Сава је прва штампана књига у антологијској едицији Десет векова српске књижевности, објављена 2010. године у издању Издавачког центра Матице Српске у Новом Саду.

## Антологијска едиција
Књига Свети Сава је као прва објављена у едицији Десет векова српске књижевности преставља део пројекта од националног значаја који је започет у Издавачком центру Матице Српске 2007. године. Књигу је приредио Томислав Јовановић, док је главни и одговорни уредник едиције српски књижевник и академик Миро Вуксановић.
Као и свака књига у Антологијиској едицији уз одабране текстове има предговор, хронологију живота и рада писца, библиографски прилог, напомене приређивача и изабрани текст критичара. Књига је у једнообразној опреми, у тврдом повезу, прикладног облика и обима, на тонираном папиру, уз електронску верзију (ЦД) с одговарајућим дизајном и заштитом.
У првом колу антологијске едиције Десет векова српске књижевности који чини 10 књига, осим књиге Свети Сава (књ. 1), објављене су и Једноставни облици народне књижевности (књ. 6), Поезија Дубровника и Боке Которске (књ. 111), Доситеј Обрадовић (књ. 15), Јован Стерија Поповић (књ. 28), Петар II Петровић Његош (књ. 30), Борисав Станковић (књ. 51), Иво Андрић (прва књига) (књ. 55), Милош Црњански (прва књига), (књ. 58), 
Антологија српског песништва (XI-XX век), (књ. 110).

## О књизи
Свети Сава као јединствена и изузетна личност код Срба је истовремено и први познати српски писац. Његово књижевно сазревање отпочело је још у раној младости, потом се одвијало у две различите средине, једној световној и другој монашкој. Његов књижевни рад обележио је стваралаштво код Срба крајем 12. и у првим деценијама 13. века. Кроз његова дела теку струје библијске и византијске књижевности којој се непрестано приближавао као надахнућу трагајући на тај начин  за својим стилским и језичким решењима. Дубину даровитости и отвореност ка различтим облицима књижевног умећа доноси жанровска разноврсност његових дела.
Књига Свети Сава, као прва из антологијке едиције доноси његова сабрана дела, разврстана према времену настајања. Његово најраније познато дело је учешће у издавању Основачке повеље манастиру Хиландару у другој половини 1189. године. Потписник повеље је свети Симеон, док је носећи удео у њеном обликовању написао Сава. У књизи се налазе Карејски типик, Хиландарски типик, Студенички типик којим је Сава настојао да уреди монашки живот. Дела Житије светог Симеона, где је дочарао и своја рана аскетска искуства на Светој Гори, и Служба светом Симеону тичу се живота светог Симеона где је показана не само пишчева везаност за оца, него истовремено и његов развојни пут на коме је у сваком следећем кораку постајао зрелији писац. Служба светом Симеону је прво песничко дело црквене поезије у коме Сава литургијски прославља светог Симеона. У Писму студеничком игуману Спиридону обраћа се пријатељу, игуману у манастиру Студеница Спиреидону које је написао током свог другог ходочашћа у Свету земљу, данашњи Израел.
Сва дела која су заступљена у овој књизи су на савременом српском језику.
У делу књиге о Светом Сави налазе се текстови аутора Владимира Ћоровића, Димитрија Богдановића и Ђорђа Трифуновића.